# Catalasi

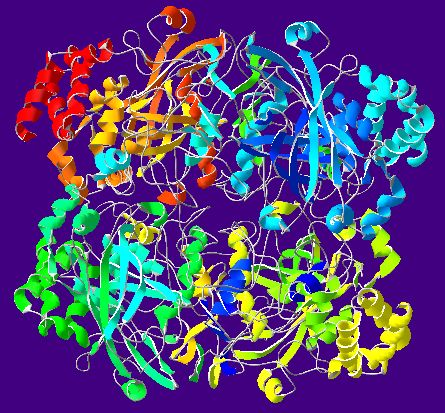
Rappresentazione "a nastro" dell'enzima catalasi.

La catalasi è un enzima, appartenente alla classe delle ossidoreduttasi, coinvolto nella detossificazione della cellula da specie reattive dell'ossigeno. Catalizza la seguente reazione:
{\displaystyle {\ce {2 H2O2 <=> O2 + 2 H2O}}}
Si tratta di una emoproteina molto conservata nel corso dell'evoluzione degli organismi viventi.

## Struttura
La catalasi è un tetramero di 4 catene polipeptidiche di lunghezza minima di 500 amminoacidi. All'interno del tetramero vi sono 4 gruppi ferrosi che permettono all'enzima di reagire con il perossido di idrogeno. Dovendo operare con molecole particolarmente reattive, la catalasi è anche un enzima insolitamente stabile. Le quattro catene sono intrecciate e bloccano così l'intero complesso nella forma corretta.
Il suo pH ideale è 7.

## Meccanismo molecolare
Il completo meccanismo molecolare della catalasi non è ancora ben conosciuto. Si sa tuttavia che la reazione avviene in due stadi:
- H2O2 + Fe(III)-E → H2O + O=Fe(IV)-E(.+)
- H2O2 + O=Fe(IV)-E(.+) → H2O + Fe(III)-E + O2

dove Fe-E rappresenta il centro ferroso del gruppo eme attaccato all'enzima.
Non appena il perossido di idrogeno entra nel sito attivo è costretto a reagire con gli amminoacidi His74 e Asn174. Questo provoca il trasferimento di un protone (ione idrogeno) dal primo al secondo ossigeno, polarizzando e allungando il legame O-O che si spezza. L'atomo libero di ossigeno si lega al centro ferroso del sito attivo scalzando la molecola d'acqua appena formata e formando Fe(IV)=O.
Nel secondo stadio, il Fe(IV)=O reagisce con un altro perossido di idrogeno riformando Fe(III)-E più acqua e ossigeno.
La catalasi può anche ossidare diverse tossine, come la formaldeide, l'acido formico, e l'alcol. Per fare questo utilizza il perossido di idrogeno secondo la seguente reazione
H2O2 + H2R → 2H2O + R
Un qualunque ione di metallo pesante (come il catione di rame nel solfato di rame(II)) agisce come un inibitore non competitivo sulla catalasi. Anche i veleni cianidi sono inibitori competitivi della catalasi, legandosi stabilmente al sito attivo della catalasi e bloccando l'azione dell'enzima.
Questo enzima è comunemente usato nei laboratori come uno strumento per comprendere gli effetti degli enzimi sulla velocità di reazione.

## Parametri cinetici
Come già riferito, la catalasi ha il più elevato numero di turnover, kcat, conosciuto tra gli enzimi, 4×107 s−1. La maggioranza degli enzimi ha un kcat compreso tra 1 s−1 e 1000 s−1. La sua costante di Michaelis-Menten, KM, è relativamente alta: 1,1 M. Ciò significa che si tratta di un enzima relativamente difficile da saturare, ossia raggiunge la velocità massima di reazione solo ad elevate concentrazioni di perossido. La costante di specificità kcat/KM, è quindi pari a circa 4×107 M−1s−1, un valore vicino ai limiti di diffusione delle molecole nei solventi (tra 108 e 109 M−1s−1), essendo la catalasi dunque un enzima quasi cataliticamente perfetto. L'applicazione di questo tipo di parametri alla catalasi non è molto diretta, poiché questo ha un comportamento cinetico descrivibile con l'equazione di Michaelis-Menten solo quando il perossido si trova in basse concentrazioni. Ciononostante, si sa che la catalasi è più efficiente nella captazione e disintossicazione cellulare dell'H2O2 rispetto ad altri tipi di perossidasi.

## Ruolo nella cellula

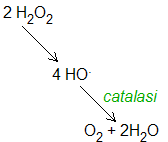
La reazione catalizzata dalla catalasi

La catalasi è collocata in un organello cellulare denominato perossisoma. I perossisomi sono coinvolti nelle cellule vegetali nella fotorespirazione (l'utilizzo di ossigeno con produzione di anidride carbonica) e nella fissazione simbiotica dell'azoto (la rottura del legame biatomico dell'azoto (N2) in atomi di azoto reattivi).
Più in generale, l'enzima catalizza la conversione del perossido di idrogeno in acqua e ossigeno:
{\displaystyle {\ce {4HO^{.-}-> O2 + 2H2O}}}
Il perossido di idrogeno è un prodotto di scarto del metabolismo di molti organismi viventi. È tossico perché in grado di generare danni a carico dei lipidi di membrana, delle proteine e degli acidi nucleici della cellula. Un singolo polipeptide di catalasi è in grado di convertire fino a 5 milioni di molecole di perossido di idrogeno al minuto.
L'enzima può anche agire, in alcune specie, come perossidasi (numero EC 1.11.1.7), catalizzando reazioni come la seguente:
ROOR' + molecola donatrice di elettroni (2e-) + 2H+ → ROH + R'OH
L'attività di perossidasi è molto frequente soprattutto in presenza di molecole donatrici come l'etanolo. Le forme di catalasi presenti in alcuni microorganismi come Penicillium simplicissimum, che mostrano sia attività di catalasi che di perossidasi, vengono a volte identificate come catalasi-perossidasi.
Il perossido di idrogeno è anche usato come potente agente antimicrobico quando le cellule sono infettate da un agente patogeno. Gli agenti patogeni che sono positivi alla catalasi, come il Mycobacterium tuberculosis, la Legionella pneumophila, ed il Campylobacter jejuni, producono catalasi per disattivare i radicali perossidi, permettendogli così di sopravvivere indisturbati nella cellula ospite. Archiviato l'8 luglio 2010 in Internet Archive.

## Distribuzione tra gli organismi
Tutti gli animali conosciuti utilizzano la catalasi in tutti gli organi, con concentrazioni particolarmente elevate nel fegato. L'enzima è anche universale tra i vegetali. Sono conosciuti pochi microorganismi aerobici che non utilizzano la catalasi. Un uso unico della catalasi avviene nel coleottero bombardiere. Questi coleotteri permettono a gruppi di sostanze chimiche incluso il perossido di idrogeno di concentrarsi in una cavità nel loro addome. Quando ritengono necessario espellere queste sostanze a scopi difensivi, rilasciano catalasi e perossidasi nella cavità. Questi enzimi reagiscono rapidamente con il perossido di idrogeno generando calore e un surplus di ossigeno. Sotto la pressione dell'ossigeno, le sostanze scaldate sono espulse in modo esplosivo attraverso un'apertura nella cavità.
La catalasi non è universale tra i funghi, nonostante alcune specie producano l'enzima quando crescono in un ambiente con un pH basso e a temperature abbastanza elevate. La catalasi è stata anche osservata in alcuni microorganismi anaerobici, come la Methanosarcina barkeri.

## Patologie associate
La carenza o l'assenza completa di catalasi (legata a difetti genetici in eterozigosi o in omozigosi) può indurre svariate patologie, come avviene anche con le deficienze di altri enzimi coinvolti nella detossificazione da ROS (come la superossido dismutasi). Il quadro patologico associato alla deficienza di catalasi è definito acatalasia o acatalasemia.
Difetti a carico della catalasi potrebbero avere un ruolo anche nella sclerosi laterale amiotrofica (SLA), il cui principale difetto genetico è comunque a carico del gene della superossido dismutasi.

## Applicazioni
La catalasi è usata nell'industria casearia per eliminare il perossido di idrogeno dal latte finalizzato alla produzione del formaggio. Un'altra sua applicazione si riscontra negli imballaggi per alimenti, in cui previene l'ossidazione. Archiviato il 7 settembre 2019 in Internet Archive.
La catalasi è anche usata nell'industria tessile, rimuovere il perossido di idrogeno dai tessuti assicura che il materiale non ne contenga.
Un uso minore è nella pulizia delle lenti a contatto - alcuni sistemi di pulizia delle lenti disinfetta le stesse immergendole in una soluzione a base di perossido di idrogeno e la catalasi è utilizzata per decomporre il perossido prima di reinserire le lenti nell'occhio.
Ultimamente la catalasi ha iniziato ad essere usata anche nell'industria cosmetica in trattamenti per il viso che la combinano al perossido di idrogeno per aumentare l'ossigenazione delle cellule negli strati superiori dell'epidermide.

### Utilizzo in microbiologia

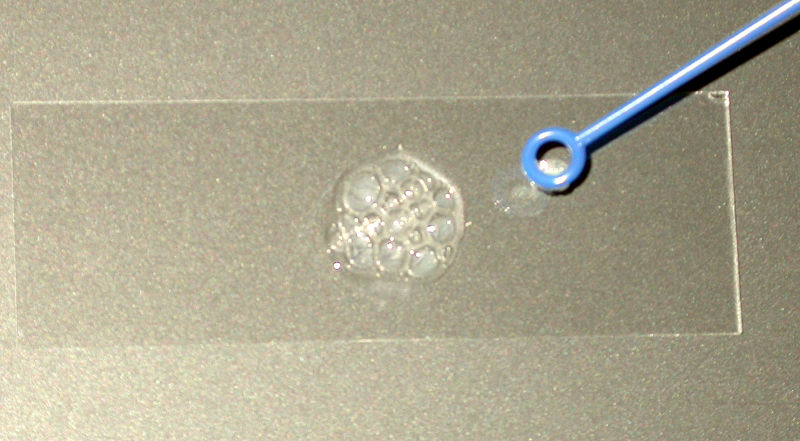
reazione della Catalasi

Questo enzima è utilizzato anche in batteriologia sistematica per l'identificazione dei batteri. Si tratta di porre la colonia batterica da studiare a contatto con l'acqua ossigenata (a 10 volumi). Un'effervescenza segnala la presenza di una catalasi.
La maggior parte dei batteri gram negativi possiede la catalasi (catalasi +).
La ricerca della catalasi nei gram positivi permette di differenziare gli stafilococchi ed i micrococchi (catalasi+) dagli enterococchi (catalasi -)
Esempi:
Batteri Gram + catalasi +:
- Stafilococco, Micrococco (antica famiglia delle Micrococcaceae)
- Bacillo;

Batteri Gram + catalasi -:
- Streptococco
- Enterococco

#### Tecnica
- Su un vetrino, depositare una goccia di H2O2, poi la si metta a contatto con una colonia isolata, prelevata direttamente con una pipetta pasteur dotata di bottone, con un'ansa sterile in plastica o con una siringa in plastica monouso (senza ago perché metallo e quindi si ossiderebbe).
- Se si assiste alla formazione di bolle, il batterio possiede la catalasi.
- Se nulla è osservabile, il batterio non contiene l'enzima.

Nota bene: Non utilizzare anse in platino perché reagisce con l'H2O2 dando un falso positivo.